# Alin Buleică
Alin Florian Buleică (n. 12 septembrie 1991, Craiova, România) este un fotbalist român liber de contract, care joacă pe post de mijlocaș. Pe plan internațional, are prezențe la națională pentru România Sub-21.
A debutat în Liga I pentru Universitatea Craiova pe 10 aprilie 2010, într-un meci împotriva echipei Astra Ploiești.

## Nota
1. ↑  Alin Buleica, Transfermarkt, accesat în 9 octombrie 2017
2. ↑  Alin Buleica, As